# Encyclopédie ou Dictionnaire raisonné des sciences, des arts et des métiers
L’Encyclopédie ou Dictionnaire raisonné des sciences, des arts et des métiers est une encyclopédie française, éditée de 1751 à 1772 sous la direction de Denis Diderot et, partiellement, de Jean Le Rond d'Alembert et Louis de Jaucourt.
L’Encyclopédie est un ouvrage majeur du XVIIIe siècle et la première encyclopédie française. Par la synthèse des connaissances du temps qu’elle contient, elle représente un travail rédactionnel et éditorial considérable pour cette époque et fut menée par des Encyclopédistes constitués en « société de gens de lettres ». Enfin, au-delà des savoirs qu’elle compile, le travail qu’elle représente et les finalités qu'elle vise, en font un symbole de l’œuvre des Lumières, une arme politique et à ce titre, l’objet de nombreux rapports de force entre les éditeurs, les rédacteurs, le pouvoir séculier et ecclésiastique.

## Contexte

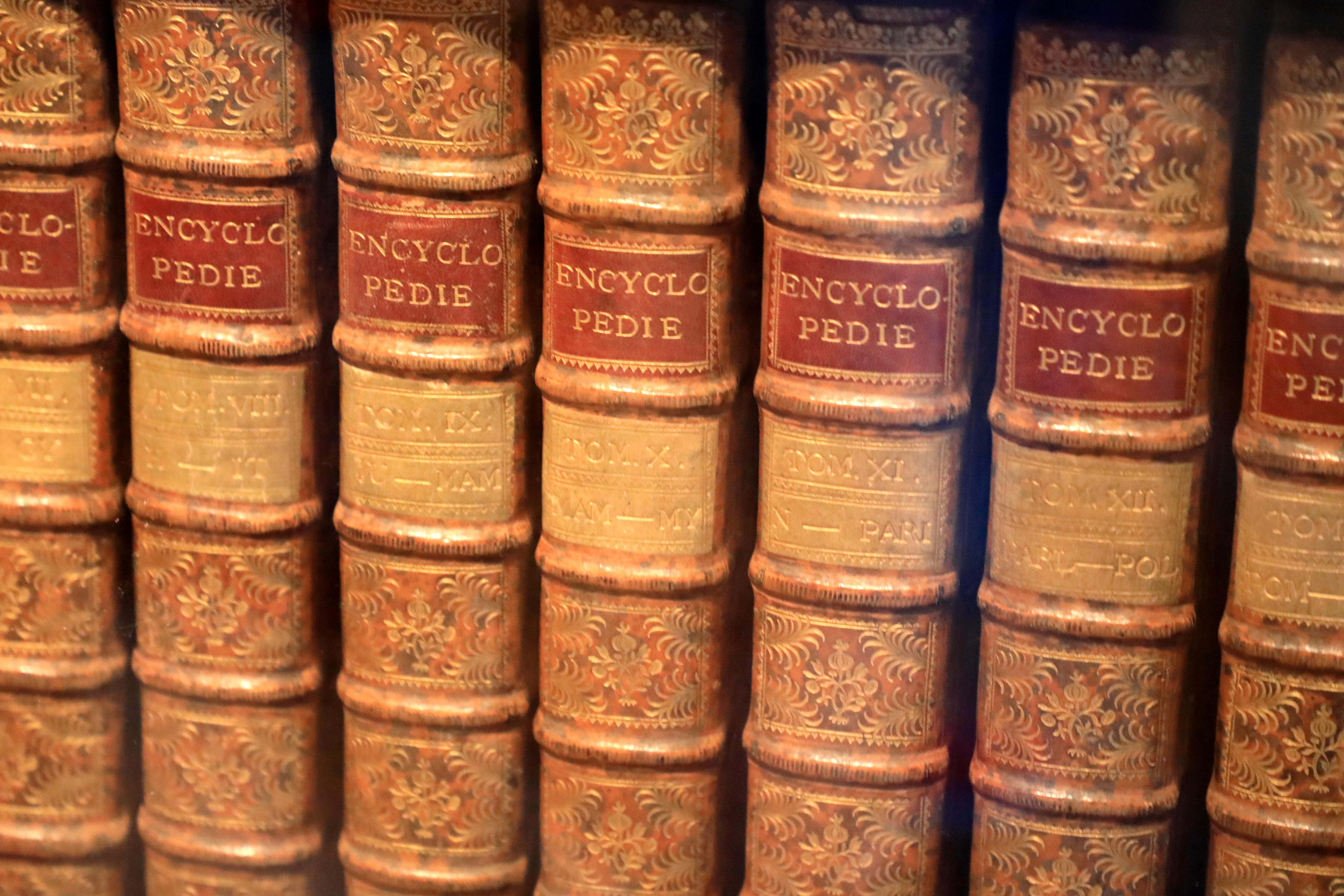
Collection de l’Encyclopédie du château de Menthon-Saint-Bernard.

La genèse et la publication de l'Encyclopédie se situent dans un contexte de renouvellement complet des connaissances. La représentation du monde communément admise au Moyen Âge était progressivement remise en cause par l'émergence au XVIe siècle du modèle héliocentrique de Nicolas Copernic défendu au XVIIe siècle par Galilée à la suite de ses expérimentations avec sa fameuse lunette astronomique (1609). À la fin du XVIIe siècle, la théorie de la gravitation universelle de Isaac Newton fournit un formalisme mathématique en mesure d'expliquer le mouvement de la Terre et des planètes autour du Soleil (Principia, 1687). La preuve optique du mouvement de la Terre fut définitivement apportée en 1728 par les travaux de James Bradley sur l'aberration de la lumière. Les théories d'Isaac Newton furent diffusées dans les années 1720-1730 par Pierre Louis Moreau de Maupertuis hors d'Angleterre, puis par Voltaire en France.
La nouvelle science astronomique nécessitait, pour expliquer le mouvement de la Terre, des expérimentations et un formalisme mathématique qui étaient étrangers à la méthode scolastique encore en vigueur dans les universités ; pour cette raison, elle était critiquée par Descartes. L'astronomie avait besoin du secours des mathématiques et de la mécanique pour sa théorisation. À terme, la plupart des sciences étaient touchées par ce changement, que le philosophe des sciences Thomas Samuel Kuhn a nommé une révolution scientifique. Aucune compilation d'ensemble des connaissances d'une envergure suffisante pour rendre compte de ce changement de paradigme n'avait été effectuée depuis la publication, au XIIIe siècle, des grandes « encyclopédies » médiévales (notamment le Speculum maius de Vincent de Beauvais).

Dans le Discours préliminaire de l'Encyclopédie, d'Alembert expliqua les motivations de l'immense travail entrepris par l'équipe des Encyclopédistes. Il critiqua sévèrement les abus de l'autorité spirituelle dans la condamnation de Galilée par l'Inquisition en 1633 en ces termes :
L'Encyclopédie fournit une compilation des connaissances de l'époque dont la cohérence était obtenue par la riche documentation des articles d'astronomie, et les renvois vers des articles de différentes disciplines.

## L’aventure éditoriale

### Un projet de traduction (1728-1745)
À l’origine, l’Encyclopédie ne devait être que la traduction en français de la Cyclopædia d’Ephraïm Chambers, dont la première édition date de 1728. La France, où nombre de dictionnaires universels avaient déjà été publiés, ne possédait alors aucun ouvrage incluant les métiers et les arts mécaniques, qui étaient tenus pour mineurs.
En janvier 1745, Gottfried Sellius propose à l’éditeur parisien André Le Breton de traduire la Cyclopaedia. Jusqu'à sa mort pourtant, en 1740, Chambers avait refusé les offres alléchantes d'éditeurs français, sujets, comme beaucoup, à l'anglomanie. Sellius propose dans la foulée comme co-traducteur John Mills, un Anglais qui vivait en France.
En février 1745, Mills, aidé par Sellius, rend à Le Breton un rapport d'audit où il prévoit que la traduction nécessitera quatre volumes de textes (1 000 pages en tout), un volume de 120 planches et, enfin, un supplément contenant un lexique français avec des traductions en latin, allemand, italien et espagnol réservé à l'usage des « voyageurs étrangers ». Dans la foulée, Mills exige de l'éditeur que son nom figure sur le document appelé privilège, mention devant lui garantir des droits de propriété sur ses textes. L'éditeur promet de le faire. Quelque temps plus tard, Mills découvre que Le Breton n'a pas donné suite à sa demande, ce qui entraîne une querelle, car la date d'expiration de la demande était dépassée. De peur de voir le projet et ses revenus lui échapper, Mills cède une part de ses droits à Le Breton. Satisfait, celui-ci accomplit les formalités d'usage et la demande de privilège est enregistrée pour 20 ans le 27 février 1745. Le 5 mars 1745, Le Breton, Sellius et Mills signent le contrat de traduction qui les liera. Un prospectus de souscription est diffusé dans la foulée ; il contient déjà quelques articles traduits en français (« atmosphère », « fable », « sang »…), annonce que le premier tome sera disponible à la vente en juin 1746 au prix total de 135 livres et les volumes suivants en décembre 1748.
Les mois suivants, Mills se montre de plus en plus nerveux : avant de poursuivre le travail, il réclame une avance à Le Breton, mais celui-ci temporise. L'appel à souscription enregistre toutefois un certain succès et clôt le 31 décembre 1745 à un niveau garantissant à Le Breton (et à Mills) de substantiels bénéfices. Sans doute décidé à se débarrasser d'un collaborateur jugé trop encombrant, Le Breton argua que les traductions de Mills contiennent des contresens, des approximations et surtout qu'elles entraînent une augmentation sensible du nombre de mots par rapport à l'original. Se pourrait-il que Mills ait eu recours aux éditions Chambers de 1741 ou de 1743, plus volumineuses que celle de 1728 ? Le document liant l'éditeur de Chambers et Le Breton reste imprécis sur ce point de l'édition de référence. Toujours est-il que Le Breton se rend compte que l'audit de Sellius et Mills était au-dessous des réalités économiques et que la traduction du Chambers ne tiendrait jamais en si peu de pages. En janvier 1746, Mills réclame de l'argent et menace l'éditeur d'un procès quand il se rend compte que Le Breton n'a pas du tout respecté l'accord de répartition. Le Breton fait alors annuler le document et en réclame un autre, le 13 janvier, à son nom et à celui de trois autres éditeurs, excluant de facto Mills. Se sentant escroqué, Mills en vient aux mains le 7 août et reçoit un violent coup de canne de la part de Le Breton. Un procès a lieu, mais Le Breton est acquitté en raison des circonstances.

### 1746-1750: un projet de plus grande ampleur
Le 18 octobre 1745, Le Breton décide de s'associer à trois autres éditeurs, Antoine-Claude Briasson, Michel-Antoine David et Laurent Durand, pour faire face à l'augmentation des coûts d'édition. Le 21 janvier 1746, les quatre associés se voient renouveler le privilège d'édition pour vingt ans.
Diderot n'est pas inconnu des trois nouveaux associés de Le Breton : il était en train de co-traduire pour eux le Dictionnaire universel de médecine de Robert James, dont le premier volume sort en 1746.
Après avoir renvoyé Mills, et s’étant mis en quête d’un rédacteur en chef réellement capable de gérer la traduction (on parle déjà d'une « adaptation »), Le Breton engage le 27 juin 1746 l’abbé de Gua de Malves, qui souhaitait embarquer dans l'aventure, entre autres, le jeune Étienne Bonnot de Condillac, Jean Le Rond d'Alembert et Denis Diderot, ces deux derniers ayant signé le contrat en tant que témoins. Un grand dîner, le soir même, réunit les éditeurs, de Gua de Malves, Diderot et d'Alembert ; Le Breton régla la note de 44 livres et porta la somme sur le registre des comptes relatif à l'Encyclopédie.
Dans une lettre datée de mai-juin 1746, d'Alembert écrit au marquis d'Adhémar que, déjà, il « traduit une colonne d'anglais par jour » et qu'il est payé « 3 louis par mois ». Le contrat stipule par ailleurs que Diderot a la possibilité de demander à « refaire traduire tous les articles jugés inacceptables ». Plus tard, dans son Discours préliminaire, il justifiera l'abandon d'une simple traduction, d'abord parce que Chambers avait puisé dans des ouvrages français « la plus grande partie des choses dont il a composé son Dictionnaire » et aussi parce « qu’il restoit beaucoup à y ajoûter ».
Au bout de treize mois, le 3 aout 1747, de Gua de Malves est renvoyé, en raison de ses méthodes trop rigides, et Le Breton place Diderot et d’Alembert officiellement à la tête d’un projet de rédaction d’une encyclopédie originale, le 16 octobre 1747. Diderot gardera cette charge pendant les 25 années suivantes et verra l’Encyclopédie achevée.
Sous leur impulsion, ce modeste projet prend rapidement une tout autre ampleur, avec un désir de synthèse et de vulgarisation des connaissances de l’époque ; le Prospectus destiné à engager les souscripteurs, rédigé par Diderot, est publié à 8 000 exemplaires en novembre 1750.

### 1751: parution du premier volume

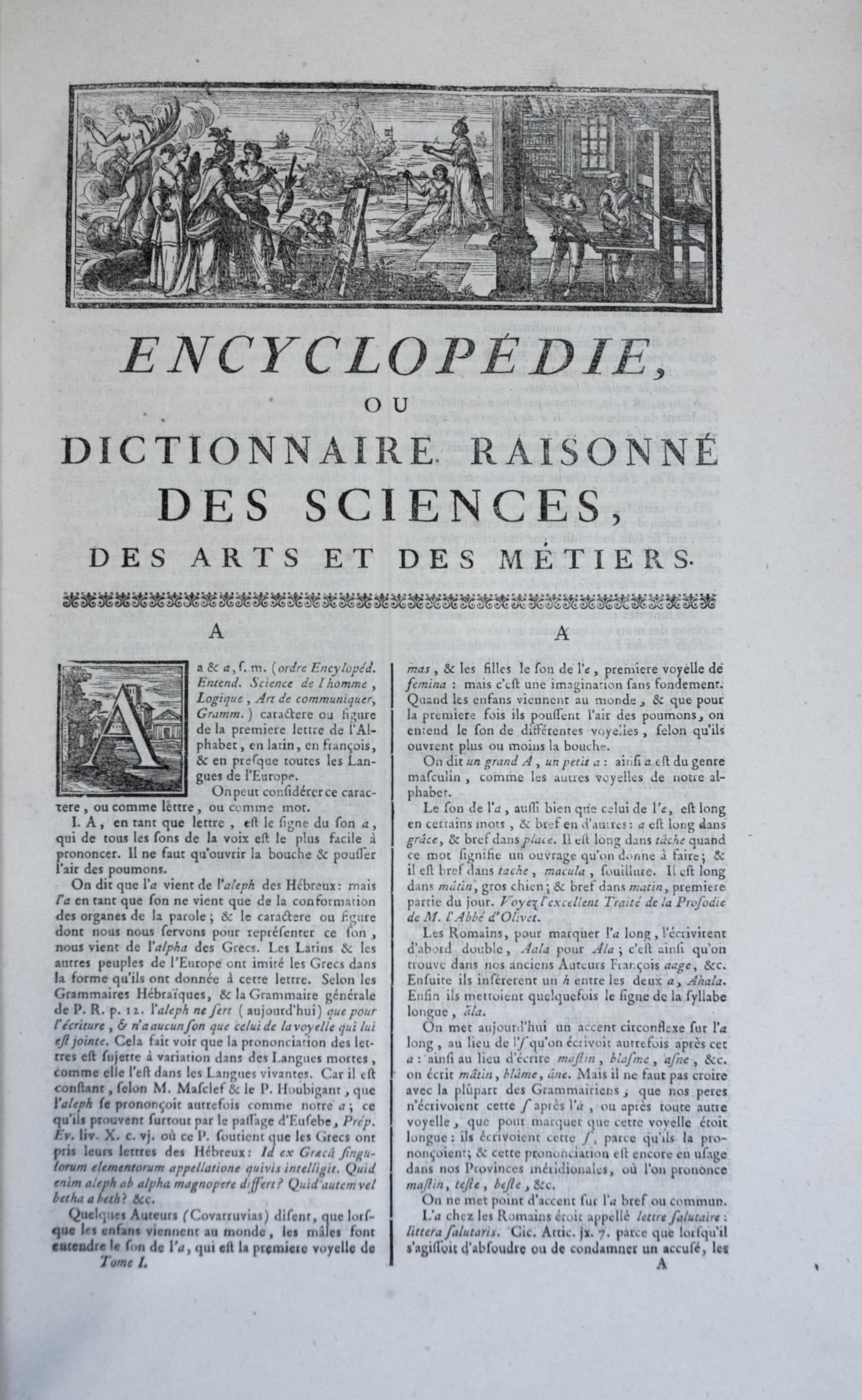
Première page du texte.

Pour mener à bien leur projet, Diderot et d’Alembert, s’entourent d’une société de gens de lettres, visitent les ateliers, s’occupent de l’édition et d’une partie de la commercialisation.
Le premier volume paraît en 1751 contenant le Discours préliminaire rédigé par d’Alembert.

### 1752-1753: première interdiction
En février 1752, les Jésuites — avec à leur tête le Père Desmarets, confesseur de Louis XV, Jean-François Boyer, tuteur du dauphin et surtout Guillaume-François Berthier —, font pression sur le Conseil du roi pour obtenir la condamnation et l'interruption de la publication de l’Encyclopédie. Ils sont irrités par l'article « Collège » rédigé par D'Alembert, qui présente l'éducation donnée dans les collèges comme arriérée et inadéquate,. Ils dénoncent aussi le scandale provoqué par la thèse présentée à la Sorbonne par l'abbé de Prades, collaborateur de l'Encyclopédie. Ils obtiennent gain de cause : le Conseil du roi interdit le 7 février 1752 de vendre, d’acheter ou de détenir les deux premiers volumes parus, au motif qu'ils contiennent

« plusieurs maximes tendant à détruire l'autorité royale, à établir l'esprit d'indépendance et de révolte, et, sous des termes obscurs et équivoques, à élever les fondements de l'erreur, de la corruption des mœurs, de l'irréligion et de l'incrédulité »

C'est par l'appui de Malesherbes, directeur de la Librairie et chargé de la censure, mais défenseur du projet encyclopédique, que la publication peut reprendre en novembre 1753. D’Alembert, prudent, décide cependant de ne plus se consacrer qu’aux parties mathématiques.
La levée de cette interdiction ne met cependant pas fin aux oppositions à l'ouvrage, même si elles se confondent parfois avec les attaques portées en général contre le Parti philosophique. Le récollet Hubert Hayer et l’avocat Jean Soret publient de 1757 à 1763 un périodique appelé La Religion vengée ou Réfutation des auteurs impies. Abraham Chaumeix suit en 1758, avec ses Préjugés légitimes contre l’Encyclopédie et essai de réfutation de ce dictionnaire, en huit volumes.

### 1756: Les emprunts auxDescriptions des arts et métiers

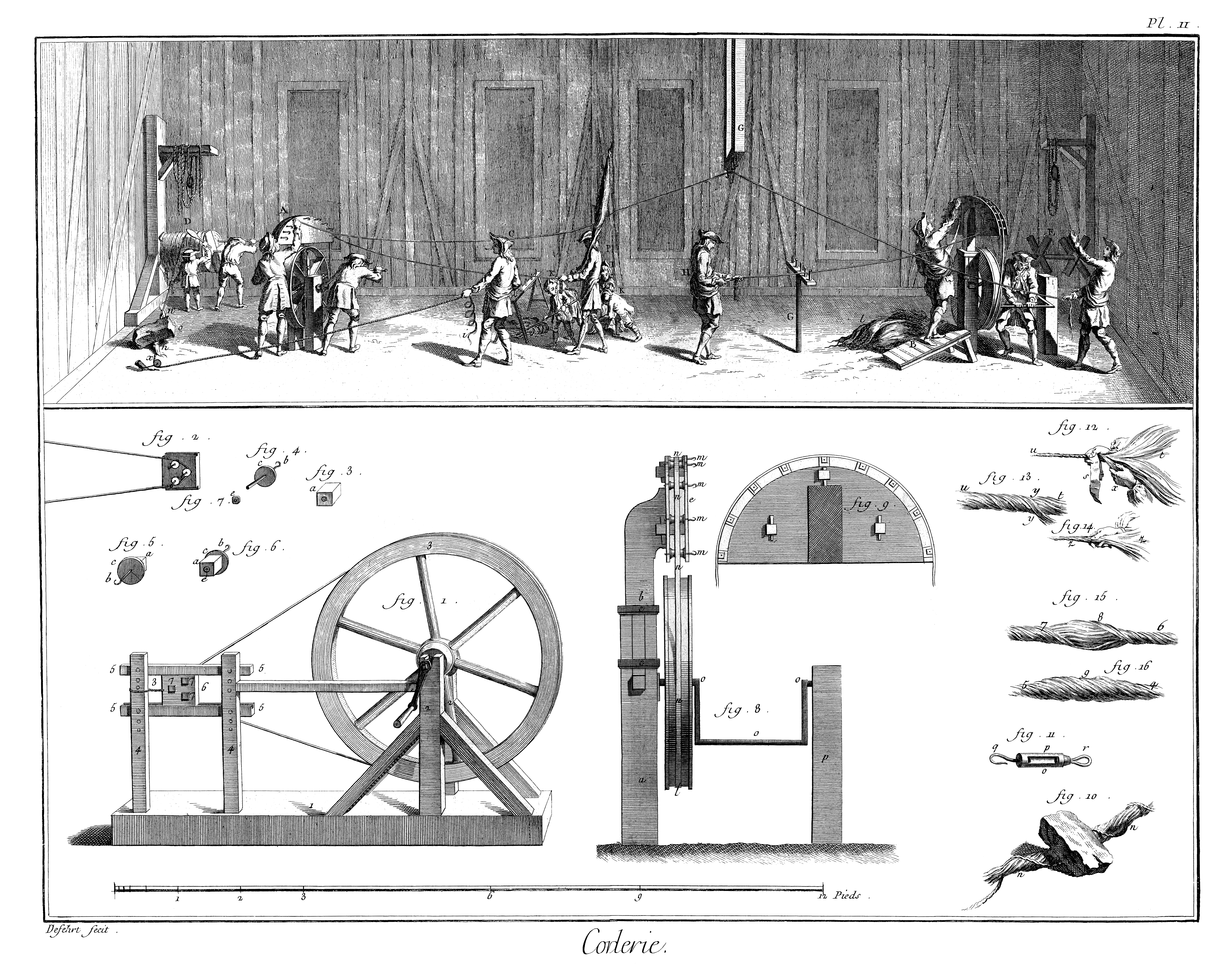
Illustration de l’Encyclopédie pour laquelle Duhamel du Monceau a écrit l'article « Corderie ».

Dès sa création, le roi demande à l’Académie de réaliser un appui au développement industriel et artisanal. En 1712, Réaumur est chargé d’un programme d'édition portant sur 250 arts, les Descriptions des arts et métiers. Réaumur et l’Académie mettent au point les méthodes, élaborent le style des gravures et accumulent une immense documentation, mais le projet s’interrompt en 1725.

« L’infidélité et la négligence de mes graveurs, dont plusieurs sont morts, ont donné la facilité à des gens peu délicats sur les procédés de rassembler des épreuves de ces planches, et on les a fait graver de nouveau pour les faire entrer dans le Dictionnaire encyclopédique. J’ai appris un peu tard que le fruit d’un travail de tant d’années m’avait été enlevé »

— Réaumur, lettre à Samuel Forney, le 23 février 1756
Selon toute vraisemblance, Diderot et d'Alembert ont fait reproduire des centaines de gravures dans leur Encyclopédie au point qu'un procès pour plagiat est intenté par Pierre Patte contre Panckoucke qui, entre 1771 et 1783, les réimprime au format in-4°, à Neuchâtel, en 19 volumes, avec des augmentations et annotations de J.-E. Bertrand. L'historien Maurice Tourneux conteste le plagiat et fait valoir que la maison d'édition Libraires associés a racheté au moins les cuivres des planches en toute légalité, pour un montant équivalant à 250 000 F.
Par ailleurs, poursuivant l’œuvre de Réaumur, Henri Louis Duhamel du Monceau relance en 1757 les Descriptions des arts et métiers à laquelle Diderot emprunte des éléments notamment pour les articles « Agriculture », « Corderie », « Pipe » et « Sucre ».

### 1759: révocation du privilège
Jusqu'en 1757, la publication des volumes 3 à 7 se poursuit, mais les opposants fulminent.
Après la tentative d’assassinat de Robert François Damiens contre Louis XV (le 5 janvier 1757), le parti dévot saisit l’occasion de signaler le laxisme de la censure. Il pense que le but de l’Encyclopédie est d’ébranler le gouvernement et la religion (ce qui est en partie vrai, puisqu'on trouve dans l'Encyclopédie des attaques évidentes contre l'Église et le gouvernement en place).
Le pape Clément XIII condamne l’ouvrage, il le met à l'Index, le 5 mars 1759, et il « enjoint aux catholiques, sous peine d'excommunication, de brûler les exemplaires en leur possession ».
Le 8 mars 1759, à la suite des remous causés par la parution de De l’esprit, d'Helvétius, le privilège de l’Encyclopédie est révoqué:161-4. D’Alembert abandonne définitivement le projet.
Dans le même temps, les libraires doivent faire face à une accusation de plagiat de planches dessinées par l'Académie des sciences et destinées aux Descriptions des arts et métiers.
Dès septembre 1759, Malesherbes permet de contourner la suppression du privilège en obtenant la permission de publier les volumes de planches. Craignant toutefois un nouvel ordre de saisie, Diderot et Le Breton décident de ne pas imprimer à Paris ces 42 000 volumes — dix volumes de planches à 4 200 exemplaires — mais de poursuivre la rédaction et la publication de façon clandestine à Trévoux, qui avait une longue tradition d'impression de dictionnaires. À titre de protection et de ruse supplémentaire, chacun de ces volumes portait en première page le nom et le logotype ou marque de Samuel Fauché imprimeur établi à Neuchâtel en Suisse. Au total, en 1765, l'entrepôt contenait 500 m3 de volumes valant quelque dix millions d'euros.

### 1762-1765: achèvement du texte
En 1762, le vent politique change de sens : l’expulsion des Jésuites sur un arrêt du Parlement fait souffler un vent de liberté. Les volumes 8 à 17 paraissent, sans privilège et sous une adresse étrangère.
En 1765, Diderot achève le travail de rédaction et de supervision, mais il devient très amer quand il découvre la censure exercée par Le Breton sur de nombreux articles : « Sarrasins » amputé de 800 mots, « Luxure » amputé d'une remarque ironique de même que « Paradis ». En outre, Le Breton a carrément supprimé des articles ou sous-articles : « Religion protestante », « Scholastique », « Tolérance », etc.:174-5.

### 1765-1772: fin de la publication
Les deux derniers volumes des planches paraissent sans difficulté en 1772.

### 1769-1778: le procès de Luneau de Boisjermain
À partir de 1769, les libraires, Briasson en particulier, et Diderot, ont encore à se défendre au procès intenté par un souscripteur mécontent, Pierre-Joseph Luneau de Boisjermain, qui se plaint de l'augmentation du prix de l'ouvrage par rapport à ce qu'annonçait le Prospectus de novembre 1750. En effet, le projet initial a été largement dépassé par la fougue des Encyclopédistes, passant de 10 à 26 volumes. En conséquence, les libraires ont fait passer le prix à 850 livres au lieu des 280 livres du prix de souscription original. En 1771, les associés doivent remettre au juge les documents pertinents, qui restent en sa possession jusqu'à l'énoncé du jugement. La question est tranchée en 1778, en faveur des libraires, trois ans après la mort de Briasson.

### Après 1776

#### LeSupplément
En 1776-1777, Charles-Joseph Panckoucke et Jean-Baptiste-René Robinet font paraître un Supplément en 4 volumes de textes et 1 de planches. Deux volumes de tables paraissent en 1780. Il est à noter que Diderot ne participe pas en tant que rédacteur d'articles à cette entreprise (voir dans l'article Collaborateurs de l'Encyclopédie la liste des contributeurs au Supplément).
Les 17 volumes initiaux, les 11 volumes de planches, le Supplément de 4 volumes, son volume de planches et les Tables de Mouchon en 2 volumes, constituent les 35 volumes de l'édition de base, dite de Paris, de l'Encyclopédie.

#### Réédition, adaptations, contrefaçons
Par ailleurs, l’édition originale est rapidement suivie de rééditions, d’adaptations et d’éditions contrefaites.
Déjà en 1770, un éditeur suisse entreprend la publication d'une encyclopédie similaire, d'inspiration plus européenne et protestante : l'Encyclopédie dite d'Yverdon.
Une encyclopédie monumentale, issue de celle de Diderot et d’Alembert dont elle se veut une version améliorée et enrichie, paraît de 1782 à 1832 sous le nom d'Encyclopédie méthodique, dite « Encyclopédie Panckoucke ». Celle-ci comprend plus de 150 volumes de texte et plus de 50 volumes de planches.
Ainsi, si la première édition est tirée à 4 225 exemplaires, on compte près de 24 000 exemplaires, toutes éditions confondues, vendus au moment de la Révolution française.
Dans sa forme « enrichie », l’Encyclopédie arrive en Angleterre en 1799, grâce à Panckoucke qui en vend les droits.

## L’aventure économique
Cet ouvrage, énorme pour l’époque, a occupé un millier d'ouvriers pendant vingt-quatre ans.

### Prix de vente
Les conditions d’acquisition, énoncées à la dernière page du prospectus, sont les suivantes. Pour 10 volumes in-folio dont 2 de planches : 60 livres en acompte, 36 livres à la réception du premier volume prévue pour juin 1751, 24 livres à la livraison de chacun des suivants échelonnés de six mois en six mois, 40 livres à la réception du huitième volume et des deux tomes de planches. En tout, 372 livres.
Vu le prix élevé, on peut en déduire que le lecteur était issu de la bourgeoisie, de l’administration, de l’armée ou de l’Église.
La première édition in-folio revient finalement à un total de 980 livres, tandis que l'édition ultérieure in-quarto en coûtera 324 et l'in-octavo 225. Pour mettre ces chiffres en perspective, il faut savoir que Diderot a gagné en moyenne 2 600 livres par an pendant ses 30 années de travail sur l'Encyclopédie et qu'un artisan spécialisé gagnait alors 15 livres par semaine:209, soit environ 750 livres par année.

### Tirage
L'Encyclopédie a été tirée à 4 255 exemplaires:29 – quantité très importante à une époque où un tirage courant ne dépasse pas les 1 500 exemplaires. De ce nombre, Robert Darnton estime qu'environ 2 000 exemplaires ont été diffusés en France et le reste à l'étranger.

### Vente de l'ouvrage
Le prospectus de 1750 apporte un millier de souscriptions. L’interdiction temporaire des tomes 1 et 2 a attisé les curiosités sur l’ouvrage. On compte alors plus de 4 000 souscriptions. À la suite des remous causés par De l’esprit, à l’interdiction du privilège et l’interdiction papale, Le Breton est accessoirement condamné à rembourser les souscripteurs : aucun ne se présentera en ce sens. Il ne faut pas confondre les acheteurs et le lectorat. Comme les cabinets de lecture se multipliaient, il est probable qu’un public plus large y ait consulté l’ouvrage.

## L’esprit encyclopédique

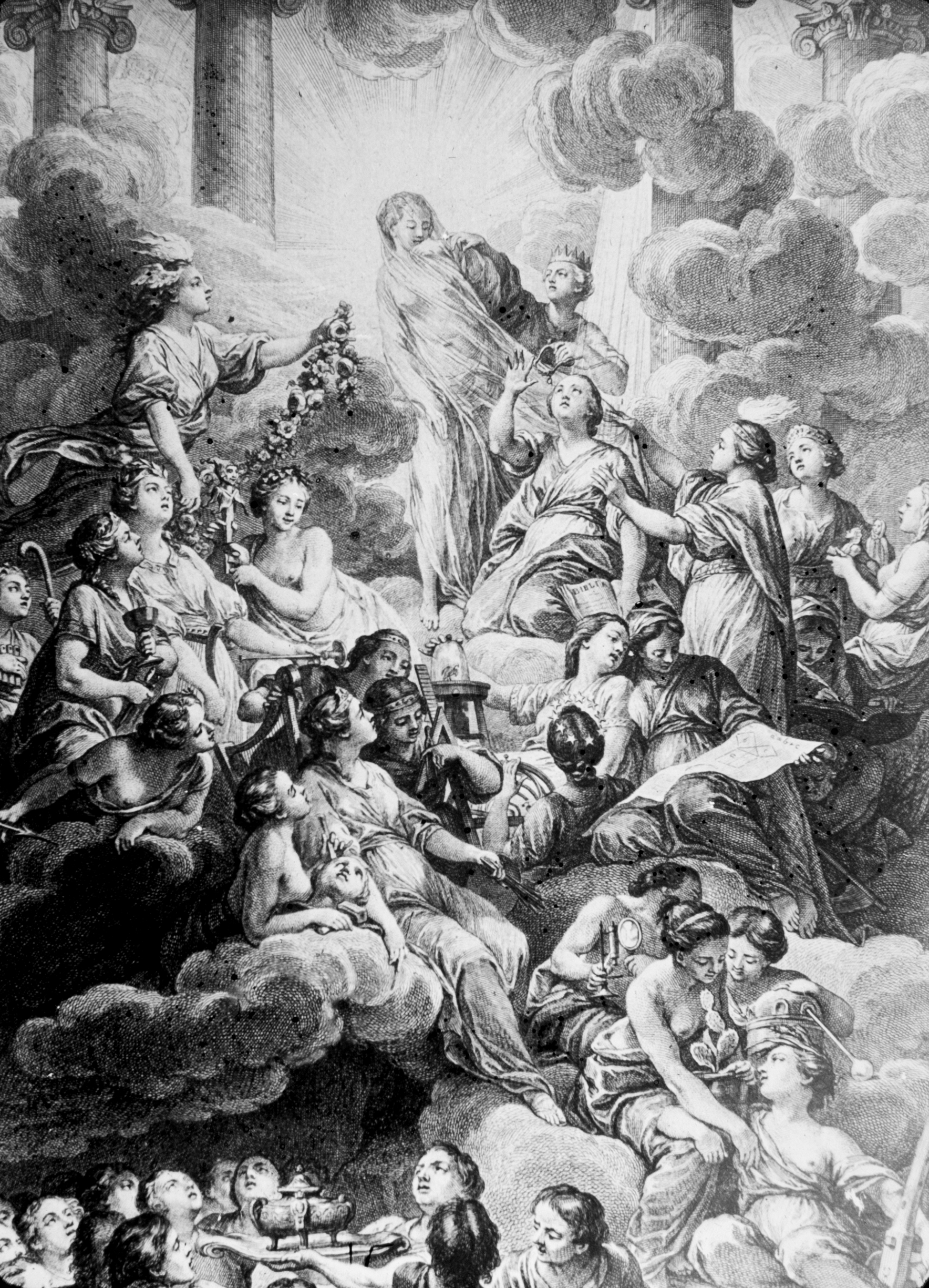
Frontispice de L’Encyclopédie (détail) dessiné par Charles-Nicolas Cochin et gravé par Bonaventure-Louis Prévost. Au centre, la Vérité rayonnante de lumière est couverte d'un voile que la Raison, à sa gauche, tente de lui arracher. À ses pieds, la Théologie attend la lumière d'en haut.

L’Encyclopédie est représentative d'un nouveau rapport au savoir. Elle « marque la fin d'une culture basée sur l'érudition, telle qu'elle était conçue au siècle précédent, au profit d'une culture dynamique tournée vers l'activité des hommes et leurs entreprises ». Elle permet à un plus grand nombre de personnes d'accéder au savoir.

### Esprit philosophique
Jules Michelet a écrit : « l’Encyclopédie, livre puissant, quoi qu’on ait dit, qui fut bien plus qu’un livre, — la conspiration victorieuse de l’esprit humain ».
Au siècle des Lumières, l’évolution de la pensée est liée à l’évolution des mœurs. Les récits de voyages, tel celui de Bougainville, incitent à la comparaison entre les différentes civilisations : la morale et les habitudes apparaissent relatives à un lieu et à un temps. Les bourgeois viennent désormais frapper aux portes de la noblesse, ils deviennent la noblesse de robe, par opposition à la noblesse d’épée. De nombreux bourgeois se sentent frustrés que la situation soit bloquée, en particulier en comparaison avec le Royaume-Uni.
De nouvelles valeurs s’imposent : « la nature » qui détermine le devenir humain, « le bonheur terrestre » qui devient un but, « le progrès » par lequel chaque époque s’efforce de mieux réaliser le bonheur collectif. Le nouvel esprit philosophique qui se constitue est fondé sur l’amour de la science, la tolérance. Il s’oppose à toutes les contraintes de la monarchie absolue et à la religion. L’essentiel est alors d’être utile à la collectivité en diffusant une pensée concrète où l’application pratique l’emporte sur la théorie, et l’actualité sur l’éternel.

### Esprit scientifique
Cette évolution s’inspire de l’esprit scientifique. Les méthodes expérimentales, appliquées à des questions philosophiques, aboutissent à l'empirisme, selon lequel toute connaissance dérive, directement ou indirectement, de l’expérience par les sens. L’Encyclopédie marque aussi l’apparition des sciences humaines.
En outre, l’esprit scientifique se manifeste par son caractère universaliste : le XVIIIe siècle ne se spécialise pas ; il touche à tous les domaines : science, philosophie, arts, politique, religion, etc. Ainsi s’explique la production de dictionnaires et de sommes littéraires qui caractérisent ce siècle dont l’Encyclopédie est l’ouvrage le plus représentatif. On peut citer : De l'esprit des lois de Montesquieu (31 livres), l’Histoire naturelle de Buffon (36 volumes), l’Essai sur les origines des connaissances humaines de Condillac, le Dictionnaire philosophique de Voltaire (614 articles). À la fin du XVIIe siècle, Fontenelle, dans Entretiens sur la pluralité des mondes (1686), et Pierre Bayle, dans le Dictionnaire historique et critique (1697), vulgarisaient déjà cette pensée fondée sur les faits, l’expérience et la curiosité pour les innovations.

### Esprit critique
L’esprit critique s’exerce principalement contre les institutions. À la monarchie absolue, on préfère le modèle anglais de gouvernement monarchique constitutionnel. La critique historique des textes sacrés attaque les certitudes de la foi, le pouvoir du clergé et les religions révélées. Les philosophes s’orientent vers le déisme, qui admet l’existence d’un dieu sans église. Ils critiquent également la persécution des Huguenots par la monarchie française.
Le pendant positif de cette critique est l’esprit de réforme. Les Encyclopédistes prennent parti pour le développement de l’instruction, l’utilité des belles-lettres, la lutte contre l’Inquisition et l’esclavage, la valorisation des arts mécaniques, l’égalité et le droit naturel, le développement économique qui apparaît comme source de richesse et de confort.
Pour défendre leurs idées, les auteurs ont oscillé entre le ton polémique (voir l’article Prêtres de D’Holbach) et des techniques d’autocensure qui consistaient à déguiser ses idées en s’appuyant sur des exemples historiques précis. L’examen scientifique des sources leur permettait une remise en question des idées léguées par le passé. L’abondance des annotations historiques décourageait une censure à la recherche d’idées subversives. Certains Encyclopédistes ont préféré faire passer des vues iconoclastes par des articles apparemment anodins. Ainsi l’article consacré au capuchon est l’occasion de ridiculiser les moines.
Même si la quantité a parfois nui à la qualité, il faut souligner la singularité de cette aventure collective que fut l'Encyclopédie : pour la première fois, on y décrit à égalité avec les savoirs « nobles » tous les savoir-faire : la boulangerie, la coutellerie, la chaudronnerie, la maroquinerie. Cette importance accordée à l’expérience humaine est une des clefs de la pensée du siècle : la raison se tourne vers l’être humain qui en est désormais la fin.

### Esprit bourgeois

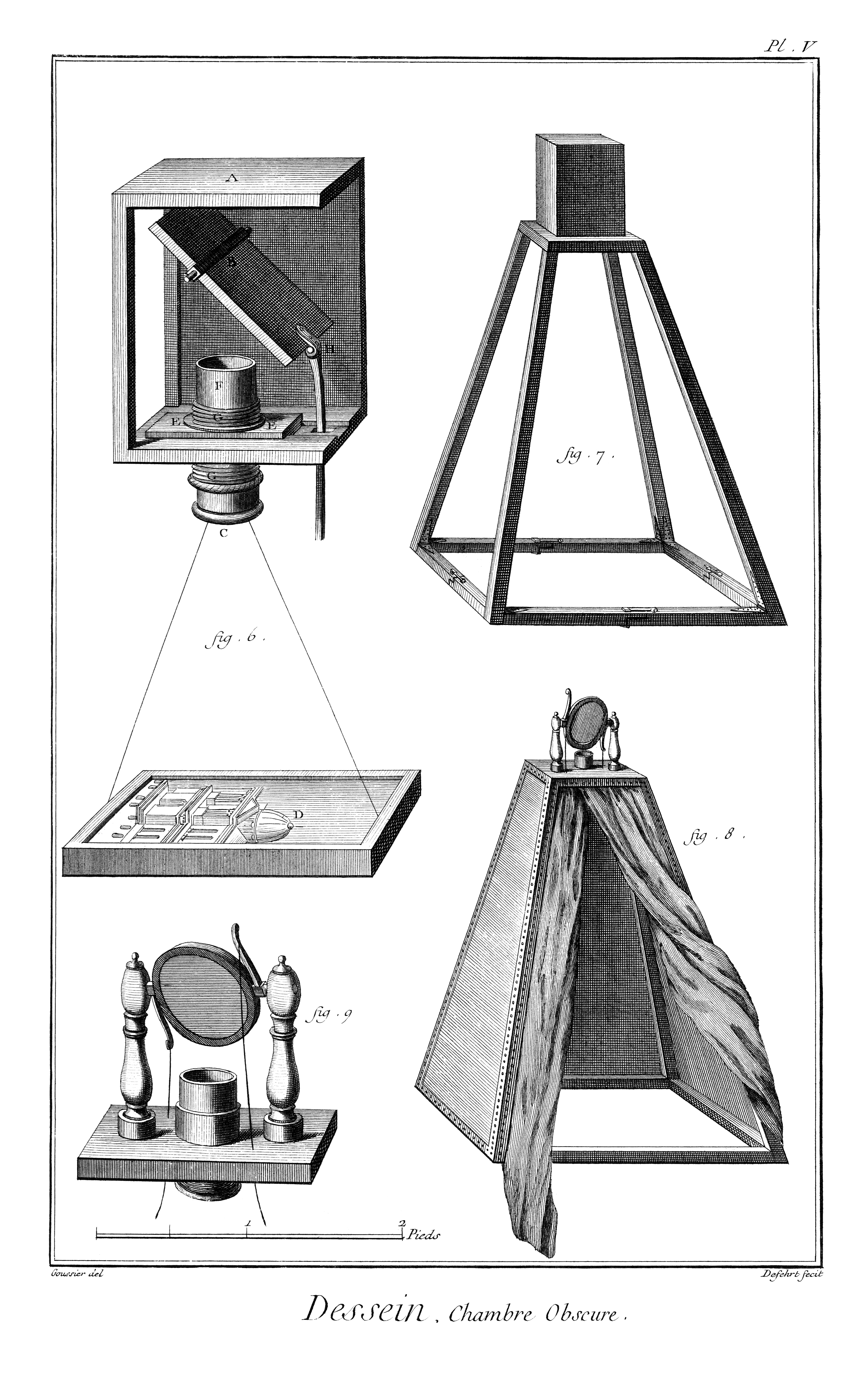
Planche de l’Encyclopédie : Chambre obscure.

L'article « Collaborateurs de l'Encyclopédie » met en avant le profil du collaborateur moyen de l'Encyclopédie : il appartient à la classe émergente du XVIIIe siècle, la bourgeoisie. En particulier, Diderot et d'Alembert sont bourgeois, les éditeurs sont bourgeois, le lecteur moyen est bourgeois. Il n'est donc pas surprenant de retrouver cette tendance dans l'Encyclopédie. Les dimensions pratique et concrète de l'Encyclopédie en témoignent.
- le titre : dictionnaire des arts et métiers
- les planches
- le matérialisme tant reproché à certains auteurs.

L’article « Réfugiés » en est un exemple parfait. Il valorise le travail, la richesse, et l’industrie, par opposition aux valeurs de la noblesse, à savoir, les faits d’armes, le refus du négoce et de l’agriculture.

### La question de l'unité
Ces caractéristiques (esprit bourgeois, scientifique et critique) sont des impressions globales qui se dégagent quand on tente d'appréhender globalement la ligne éditoriale de l'Encyclopédie. Il ne faut cependant pas croire que cela relève d’une intention ou d’une stratégie délibérée et qu'une quelconque unité ait été recherchée par les directeurs ou les éditeurs.
Les dissensions entre Diderot et d'Alembert, ou avec les éditeurs, les renvois brisés (voir ci-après) et les articles contradictoires montrent à suffisance l'improvisation relative dans la conception générale du corpus.
Si l'Encyclopédie fut bien la « machine de guerre des Lumières », ainsi qu'on l'a dit,

« Ce n'est pas une machine de guerre cohérente où s'est exprimé le rôle historique de la bourgeoisie capitaliste, seule classe assurée de ses buts et de ses moyens, comme on l'a tant de fois affirmé ; son public (…) est moins animé par la cohésion sociale et idéologique que par la généralisation extrêmement étendue d'un besoin de connaissance. »

Pour le public du XVIIIe siècle, toutefois,

« l'ouvrage représente un modèle de cohérence. Il montre que la connaissance est ordonnée et non chaotique, que le principe directeur est la raison opérant sur les données des sens et non la révélation parlant par l'intermédiaire de la tradition, enfin que les critères rationnels appliqués aux institutions contemporaines contribuent à démasquer l'absurdité et l'iniquité partout. Ce message imprègne le livre, y compris les articles techniques:401. »

## Les renvois
Pour échapper aux limitations du classement alphabétique, Diderot aurait innové en utilisant quatre types de renvois :
- des renvois classiques, dits de mots, pour une définition qui se trouve dans un autre article ;
- des renvois dits de choses, pour confirmer ou réfuter une idée contenue dans un article par un autre article[h] ;
- des renvois dits de génie, qui peuvent conduire à l’invention de nouveaux arts, ou à de nouvelles vérités[i].
- un quatrième type de renvois, dits satiriques ou épigrammatiques, est une technique développée par les concepteurs pour contrer la censure. Ainsi la critique des Cordeliers ne se trouve pas à l'article Cordeliers où les censeurs seraient susceptibles de la trouver, mais à l'article Capuchon auquel il renvoie[j]. L'existence et la portée de ces renvois satiriques, en dépit des affirmations de Diderot lui-même, « mystificateur à ses heures », est néanmoins remise en question[16].

La réflexion de Diderot sur les renvois et l'usage qu'il en a fait pour lier entre eux près de 72 000 articles, lui a valu d'être considéré comme « l'ancêtre de l'hypertexte ».
La parution de cet ouvrage par volumes et selon l'ordre alphabétique fait que les articles sont souvent brouillons, un thème non abordé dans l'article dédié pouvant réapparaître dans une section d'un autre article, comme c'est le cas, par exemple, pour les travaux d'Isaac Newton, qui se trouvent dans l'article sur Woolsthorpe, hameau où il est né. Le pic de célébrité de l'ouvrage fait que les tomes V à VIII (correspondant aux quatre lettres E-F-G-H) sont de loin plus développés, au-delà de la place utilisée dans un dictionnaire usuel.
La publication séparée, chronologiquement, des schémas par rapport au texte, pose d'autres problèmes de compréhension (les planches de l'article coniques étant publiées près de 14 ans après le texte lui-même).
Certains textes sont copiés d'ouvrages antérieurs dont le contenu est ainsi éparpillé dans différents articles : tel est le cas des Elemens de physique de Pieter van Musschenbroek.

## Les sources de l’Encyclopédie
L'Encyclopédie se compose de travaux originaux et de nombreux emprunts.

### Les travaux originaux
L'Encyclopédie contient un certain nombre de travaux entièrement nouveaux, résultant de recherches originales. C'est particulièrement vrai dans le domaine des sciences et des techniques, au point de devenir par endroits un lieu de polémique, les auteurs utilisant l'ouvrage pour exposer leur point de vue, ou se répondre d'un article à l'autre.
Comme les termes techniques avaient été longtemps ignorés des encyclopédies et n'étaient apparus qu'avec le Dictionnaire universel de Furetière (1690), il n'existait que peu d'ouvrages de référence sur lesquels pût se fonder pour la description des arts et des métiers, à l'exception de la collection Descriptions des arts et métiers encore en cours. Diderot se réserva donc, en plus de la coordination générale, cette part du travail, la plus complexe et la moins recherchée :

« Diderot portait à un degré merveilleux les aptitudes de son rôle. Il n'avait pas seulement à son service une multitude d'idées originales, il possédait encore la puissance incroyablement rapide de s'assimiler ce qu'il tenait à savoir, et de l'apprendre d'aussi bonne foi que si sa vie entière en eût dépendu, ou que ses talents eussent dû s'y consommer sans fin. Qui ne sait, pour l'avoir lu souvent, comment il se rendit maître des arts mécaniques dont il s'était chargé d'être le démonstrateur, comment il s'en emparait pratiquement avant de les expliquer théoriquement? Afin de traiter en pleine autorité une si grande abondance de matières spéciales, il passait des journées entières au milieu des ateliers, il visitait les fabriques, il étudiait, et exerçait une foule de métiers. Plusieurs fois, il voulut se procurer les machines, les voir construire, mettre la main à la tâche, et se faire apprenti pour connaître, en ouvrier, le secret, de tant de manœuvres. Finalement, il n'ignorait plus aucun détail de l'art des tissus de toile, de soie, de coton, ou de la fabrication des velours ciselés, et les descriptions qu'il en donnait sortaient en droite ligne de ses expériences. »

### Les emprunts
À côté de travaux nouveaux, les collaborateurs ont aussi beaucoup emprunté à des ouvrages existants — allant de la citation en guise de référence, à l'article entier. Tantôt avoués, tantôt pas, ces emprunts sont progressivement identifiés par la recherche moderne. La liste des sources proposée ici est donc encore incomplète. Une question très pointue consiste aussi à déterminer avec précision l'édition de l'ouvrage concrètement utilisée, parmi les ouvrages suivants :
- la Cyclopaedia d'Ephraïm Chambers ;
- le Lexicon Technicum (en) de John Harris ;
- le New General English Dictionary de Thomas Dyche ;
- la réédition par Fontenelle (1732) du Dictionnaire des termes des arts et des sciences de Thomas Corneille ;
- le Dictionnaire universel de commerce de Jacques Savary des Brûlons & Louis-Philémon Savary (1723-1730) ;
- Elemens de physique de Pieter van Musschenbroek.

Pour les planches, sur le plan conceptuel :
- Théâtre de machines de Jacob Leupold[20], Leipzig, 1724.

Pour la Description des arts :
- le Novum Organum de Francis Bacon ;
- les planches tirées des Descriptions des arts et métiers (à partir de 1761).

Pour l'histoire des idées et de la philosophie :
- Historia critica philosophiae (1744) de Jacob Brucker ;
- Dictionnaire historique et critique de Pierre Bayle.

### Autres personnages de référence
Parmi les autorités citées comme référence dans l’Encyclopédie, sans en être des collaborateurs directs, on trouve les noms de Gottfried Wilhelm Leibniz et de l'abbé Claude Sallier, garde de la Bibliothèque royale.

## Réception de l’Encyclopédie

### Enthousiasme du public

Portrait en pied de la marquise de Pompadour par Maurice-Quentin de La Tour. Sur la table, on remarque le tome III de lEncyclopédie.

La publication de l'Encyclopédie a suscité dans le public un enthousiasme extraordinaire, qui s'est manifesté jusque dans les milieux des courtisans proches de Louis XV, comme l'atteste une anecdote racontée par Voltaire en 1774 dans son texte De l'Encyclopédie en faisant l'éloge et critiquant son interdiction :

« Un domestique de Louis XV me contait qu’un jour, le roi, son maître, soupant à Trianon en petite compagnie, la conversation roula d’abord sur la chasse, et ensuite sur la poudre à tirer. Quelqu’un dit que la meilleure poudre se faisait avec des parties égales de salpêtre, de soufre et de charbon. Le duc de La Vallière, mieux instruit, soutint que, pour faire de bonne poudre à canon, il fallait une seule partie de soufre et une de charbon sur cinq parties de salpêtre bien filtré, bien évaporé, bien cristallisé.
Il est plaisant, dit M. le duc de Nivernais, que nous nous amusions tous les jours à tuer des perdrix dans le parc de Versailles, et quelquefois à tuer des hommes ou à nous faire tuer sur la frontière, sans savoir précisément avec quoi l’on tue.
Hélas ! nous en sommes réduits là sur toutes les choses de ce monde, répondit Mme de Pompadour ; je ne sais de quoi est composé le rouge que je mets sur mes joues, et on m’embarrasserait fort si on me demandait comment on fait les bas de soie dont je suis chaussée.
– C’est dommage, dit alors le duc de La Vallière, que Sa Majesté nous ait confisqué nos Dictionnaires encyclopédiques, qui nous ont coûté chacun cent pistoles ; nous y trouverions bientôt la décision de toutes nos questions.
Le roi justifia sa confiscation ; il avait été averti que les vingt et un volumes in-folio, qu’on trouvait sur la toilette de toutes les dames, étaient la chose du monde la plus dangereuse pour le royaume de France, et il avait voulu savoir par lui-même si la chose était vraie, avant de permettre qu’on lût ce livre. Il envoya, sur la fin du souper, chercher un exemplaire par trois garçons de sa chambre, qui apportèrent chacun sept volumes avec bien de la peine. On vit à l’article POUDRE que le duc de La Vallière avait raison ; et bientôt Mme de Pompadour apprit la différence entre l’ancien rouge d’Espagne, dont les dames de Madrid coloraient leurs joues, et le rouge des dames de Paris. Elle sut que les dames grecques et romaines étaient peintes avec de la pourpre qui sortait du murex, et que, par conséquent, notre écarlate était la pourpre des anciens ; qu’il entrait plus de safran dans le rouge d’Espagne et plus de cochenille dans celui de France. Elle vit comme on lui faisait ses bas au métier, et la machine de cette manœuvre la ravit d’étonnement.
– Ah ! le beau livre ! s’écria-t-elle. Sire, vous avez donc confisqué ce magasin de toutes les choses utiles, pour le posséder seul et pour être le seul savant de votre royaume.
Chacun se jetait sur les volumes, comme les filles de Lycomède sur les bijoux d’Ulysse ; chacun y trouvait à l’instant tout ce qu’il cherchait. »

Quant à Diderot, il s'en remet à la postérité pour juger de son œuvre : « Cet ouvrage produira sûrement avec le temps une révolution dans les esprits, et j’espère que les tyrans, les oppresseurs, les fanatiques et les intolérants n’y gagneront pas. Nous aurons servi l’humanité ».
Mais de son vivant et durant la publication protecteurs et opposants s'affrontent, parfois vivement. L'Encyclopédie n'est pas qu'un ouvrage de références ; elle est aussi une tribune, un manifeste et sa publication est donc aussi un acte politique, qui heurte.

### Opposants notoires et polémiques
- Les Jésuites, qui sont la cible des attaques des encyclopédistes, auxquels ils répondent par le Journal de Trévoux, jusqu'à ce que leur ordre soit banni de France en 1763[7]:134-5.
- Christophe de Beaumont, archevêque de Paris.
- Omer Joly de Fleury, président à mortier du Parlement de Paris.
- Jean-Jacques Lefranc de Pompignan, poète en guerre avec Voltaire.
- Élie Fréron, journaliste qui s'attaqua aussi à Voltaire.
- Jacob-Nicolas Moreau, historien et écrivain, farouche partisan de l'Ancien Régime.
- Palissot, écrivain adversaire des philosophes.
- Clément XIII, qui met l'ouvrage à l'index le 5 mars 1759 et « enjoint aux catholiques, sous peine d'excommunication, de brûler les exemplaires en leur possession »[23].
- En 1775, Salvatore Di Biasi souligne la méconnaissance de la Sicile par les Encyclopédistes et s’insurge plus particulièrement contre la présentation de Palerme[k] comme une ville détruite qui, avant sa destruction par un tremblement de terre, disputoit à Messine le rang de Capitale[24]. Cet article est signé par Louis de Jaucourt, qui renvoie à l’ouvrage d'Augustino Inveges, Palermo antiquo, sacro & nobile, in Palermo, 1649-1651.

### Les éditions subséquentes
Le succès de cette publication suscite très vite projets concurrents, copies pirates et réimpressions diverses :
- Encyclopédie in-folio de Lucques (1758), sous la direction d'Ottaviano Diodati, tirée à 1 500 exemplaires.
- Encyclopédie in-folio de Livourne (1771-1775), sous la direction de Giuseppe Aubert, tirée à 1 500 exemplaires.
- Encyclopédie in-folio de Genève (1771-1773), sous la direction de Panckoucke, tirée à 4 000 exemplaires.
- Encyclopédie in-quarto de Genève et de Neuchâtel, également sous la direction de Panckoucke, tirée d'abord à 4 000 exemplaires, suivie de deux autres tirages de 2 000 exemplaires. Cette édition est connue sous le sigle STN (Société typographique de Neuchâtel).
- Encyclopédie in-octavo de Berne et Lausanne (1778), similaire à l'édition Pellet de Genève, dont le tirage total est évalué entre 5 500 et 6 000 exemplaires.
- Encyclopédie d'Yverdon (1770-1780), publiée conjointement par la Société typographique de Berne et le libraire Pierre Gosse de La Haye, sous la direction de Fortuné-Barthélémy de Félice, qui transforme l'esprit de l'ouvrage original[13]:103-123.
- Encyclopédie méthodique, projet mis en œuvre par Charles-Joseph Panckoucke en 1782, mais qui n'aboutira que 50 ans plus tard, avec 212 volumes.
- Encyclopédie méthodique de Padoue par la Typographie du Séminaire (1784-1817), avec 112 volumes de texte et 38 de planches.

Robert Darnton estime à 24 000 exemplaires le nombre total d'exemplaires de l’Encyclopédie imprimés avant 1789:47.

## Principaux contributeurs
Diderot signe des articles sur une grande variété de sujets, principalement de littérature et d'esthétique, mais aussi en archéologie, médecine, chirurgie, herboristerie, cuisine, théorie des couleurs, mythologie, mode, etc. « Il manifeste un goût certain pour les religions éloignées du christianisme, les hérésies obscures, les secrets et les mystères, les croyances populaires et le merveilleux:51 ». Il a donné aussi des centaines d'articles sur la géographie.

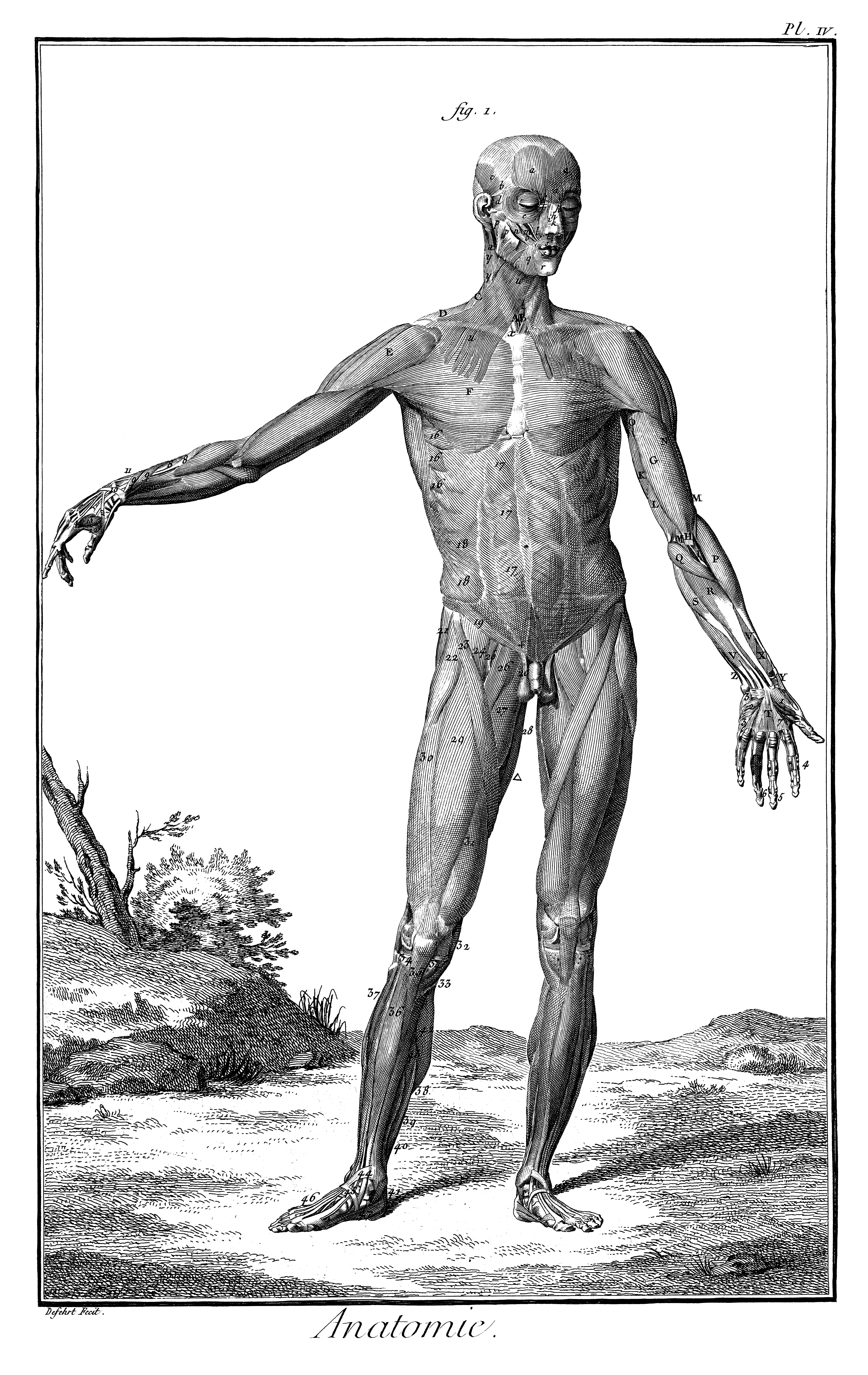
Planche d’anatomie.

Jean Le Rond d'Alembert a fourni les grands textes d'introduction (Discours préliminaire, Avertissement) et quelque 1 600 articles. Il abandonna le projet en 1758 et son départ a été suivi par une foule de collaborateurs.
Intégré à l'équipe dès 1747, Louis-Jacques Goussier a été le responsable des dessins. Il a réalisé en 25 ans plus de 900 des 2 885 illustrations qui couvrent les 11 volumes de planches. Beaucoup de ces illustrations nécessitaient d'importantes recherches : Goussier passa six semaines à étudier la fabrication du papier à Montargis, six mois en Champagne et en Bourgogne à étudier la métallurgie et la fabrication des miroirs. Après que Diderot avait vérifié la planche de dessin et signé le bon à tirer, celle-ci était remise à la gravure puis tirée à 4 000 exemplaires. Une cinquantaine de pressiers travaillaient dans l'imprimerie de Le Breton<.
Le contributeur le plus prolifique est Louis de Jaucourt, aussi appelé chevalier de Jaucourt, qui a fourni un total de 17 395 articles, soit 28 % du volume de texte:54.
Le baron d'Holbach a produit 425 articles signés et un grand nombre d'articles non signés sur la politique et la religion.
À ces noms s'ajoutent les contributions de quelque 160 collaborateurs provenant de milieux divers :  écrivains, naturalistes, philosophes, médecins, géographes, artistes. La qualité de leurs contributions est inégale, de l'aveu même de Diderot[réf. nécessaire] : 

## Controverse entre Diderot et Rousseau au sujet de l'article «Droit naturel»
Diderot a publié en 1755 l'article « Droit naturel » de l’Encyclopédie. À partir de 1757, les relations entre Diderot et Rousseau se détériorent, entre autres sur la question de la valeur de l'homme dans la société. Diderot en effet comprend mal le principe de solitude exprimé par Rousseau et écrit dans Le Fils naturel, que « l'homme de bien est dans la société, et qu'il n'y a que le méchant qui soit seul ». Rousseau, qui attribue à Diderot les indiscrétions sur sa liaison avec Louise d'Épinay, se sent attaqué.
Dans la version de 1760 du Contrat social, dite « Manuscrit de Genève », il introduit un chapitre intitulé « La Société générale du genre humain », dans laquelle on trouve une réfutation de l'article « Droit naturel » écrit par Diderot. Voulant éviter toute polémique, Rousseau supprime le chapitre dans la version définitive du Contrat social publiée en 1762. Jean-Pierre Marcos a effectué une analyse de cette controverse.
L'« avertissement des éditeurs » de la première édition annonçait aussi avec enthousiasme que Georges-Louis Leclerc de Buffon, auteur de l’Histoire naturelle depuis 1749, serait l'auteur de l'article « nature », « article d’autant plus important, qu’il a pour objet un terme assez vague, souvent employé, mais bien peu défini, dont les Philosophes même n’abusent que trop ». Cependant, celui-ci finit par refuser, de crainte de s'attirer les foudres du roi, et l'article est rapidement transformé en simple suite de redirections par Daubenton et Jaucourt.

## L’Encyclopédieen chiffres

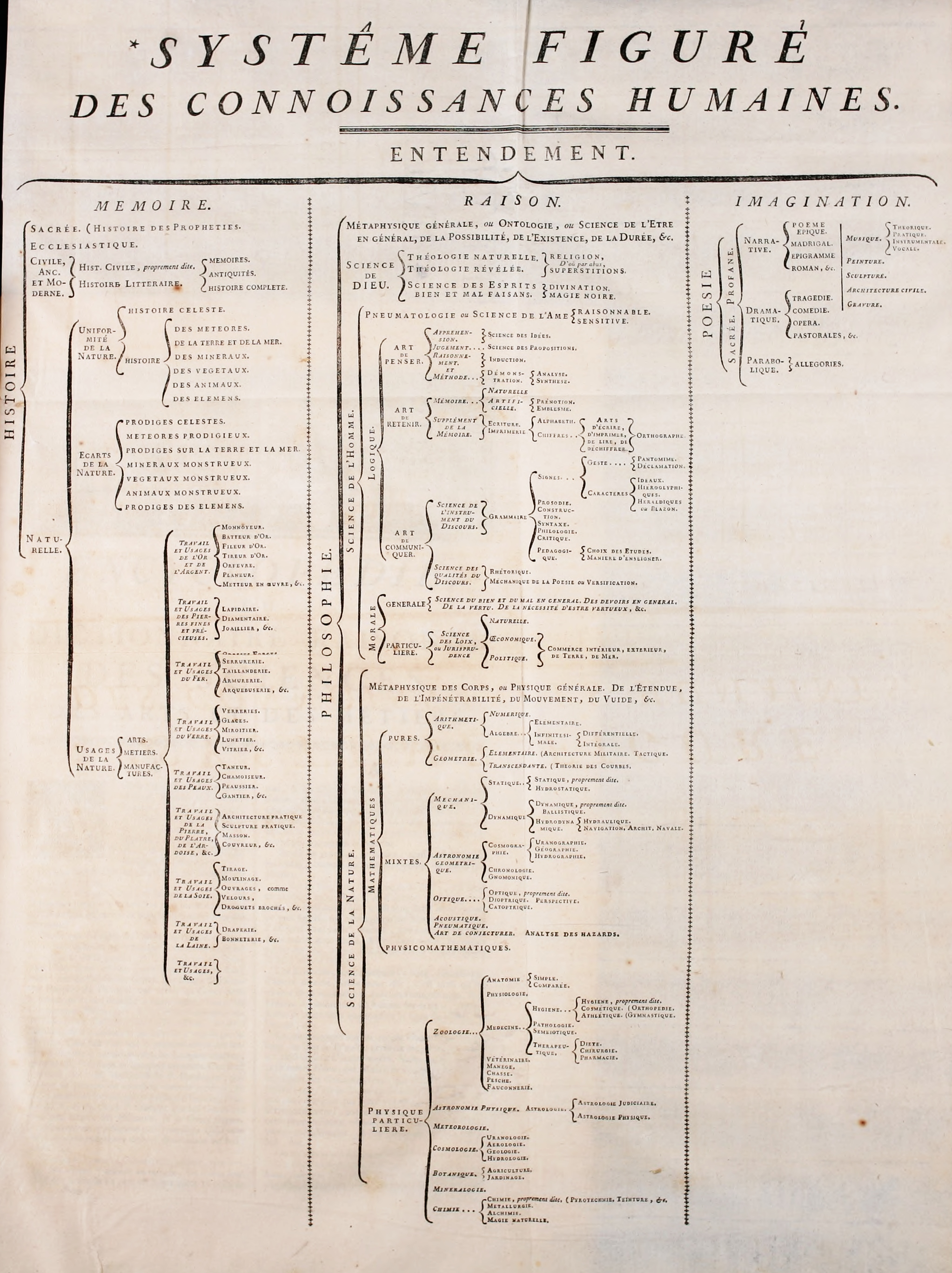
Tome I, 1751 : Discours préliminaire p. liij/53 ou 22 Pergamon Press ISBN 008090105-0.

Imprimé à 4 255 exemplaires, l'ouvrage de base compte dix-sept volumes de texte, onze volumes de planches dessinées par Louis-Jacques Goussier et 71 818 articles. Sa rédaction s'est étalée sur quinze ans et sa publication sur vingt-et-un ans.
Le Supplément (1776-1777) compte quatre volumes d’articles et un volume de planches.
L'ensemble totalise 74 000 articles, 18 000 pages de texte et 21 700 000 mots.
Le pasteur genevois Pierre Mouchon a produit une Table analytique et raisonnée des matières contenues dans les XXXIII volumes in-folio du Dictionnaire des sciences, des arts et des métiers parue conjointement chez Panckoucke et Marc-Michel Rey. Cette Table dite « de Mouchon » compte 75 000 entrées, 44 000 articles principaux, 28 000 articles secondaires et 2 500 illustrations.

## Détail de la publication
| Tome                  | Date de parution    | Contenu                                                     | Texte      | Scan     | Images              |
| --------------------- | ------------------- | ----------------------------------------------------------- | ---------- | -------- | ------------------- |
| Prospectus            | 1750                | Texte                                                       | Wikisource | Mazarine |                     |
| Prospectus            | 1750                | Système figuré des connaissances humaines                   |            | Mazarine | Commons             |
| Texte - Tome I        | 1751-06             | Frontispice                                                 |            | Mazarine | Commons             |
| Texte - Tome I        | 1751-06             | Dédicace au Comte d'Argenson                                |            | Mazarine | Commons 1 Commons 2 |
| Texte - Tome I        | 1751-06             | Explication du frontispice                                  | Wikisource | Mazarine |                     |
| Texte - Tome I        | 1751-06             | Discours préliminaire                                       | Wikisource | Mazarine |                     |
| Texte - Tome I        | 1751-06             | Liste des auteurs                                           | Wikisource | Mazarine |                     |
| Texte - Tome I        | 1751-06             | Explication détaillée du système des connaissances humaines | Wikisource | Mazarine |                     |
| Texte - Tome I        | 1751-06             | Système figuré des connaissances humaines                   |            | Mazarine | Commons             |
| Texte - Tome I        | 1751-06             | A – Azymites                                                | Wikisource | Mazarine | Commons             |
| Texte - Tome I        | 1751-06             | Errata                                                      | Wikisource | Mazarine |                     |
| Texte - Tome II       | 1752-01 (daté 1751) | Avertissement des éditeurs                                  | Wikisource | Mazarine |                     |
| Texte - Tome II       | 1752-01 (daté 1751) | B – Cézimbra                                                | Wikisource | Mazarine | Commons             |
| Texte - Tome II       | 1752-01 (daté 1751) | Errata                                                      | Wikisource | Mazarine |                     |
| Texte - Tome III      | 1753-10             | Avertissement des éditeurs                                  | Wikisource | Mazarine |                     |
| Texte - Tome III      | 1753-10             | Liste des auteurs                                           | Wikisource | Mazarine |                     |
| Texte - Tome III      | 1753-10             | Cha – Consécration                                          | Wikisource | Mazarine | Commons             |
| Texte - Tome III      | 1753-10             | Errata                                                      | Wikisource | Mazarine |                     |
| Texte - Tome IV       | 1754-10             | Avertissement des éditeurs                                  | Wikisource | Mazarine |                     |
| Texte - Tome IV       | 1754-10             | Conseil – Dizier, Saint                                     | Wikisource | Mazarine | Commons             |
| Texte - Tome IV       | 1754-10             | Errata                                                      | Wikisource | Mazarine |                     |
| Texte - Tome V        | 1755-11             | Avertissement des éditeurs                                  | Wikisource | Mazarine |                     |
| Texte - Tome V        | 1755-11             | Éloge de Montesquieu                                        | Wikisource | Mazarine |                     |
| Texte - Tome V        | 1755-11             | Do – Esymnete                                               | Wikisource | Mazarine | Commons             |
| Texte - Tome V        | 1755-11             | Errata                                                      | Wikisource | Mazarine |                     |
| Texte - Tome VI       | 1756-10             | Avertissement des éditeurs                                  | Wikisource | Mazarine |                     |
| Texte - Tome VI       | 1756-10             | Liste des auteurs                                           | Wikisource | Mazarine |                     |
| Texte - Tome VI       | 1756-10             | Et – Fne                                                    | Wikisource | Mazarine | Commons             |
| Texte - Tome VI       | 1756-10             | Errata                                                      | Wikisource | Mazarine |                     |
| Texte - Tome VII      | 1757-11             | Éloge de M. Du Marsais                                      | Wikisource | Mazarine |                     |
| Texte - Tome VII      | 1757-11             | Liste des auteurs                                           | Wikisource | Mazarine |                     |
| Texte - Tome VII      | 1757-11             | Foang – Gythium                                             | Wikisource | Mazarine | Commons             |
| Texte - Tome VII      | 1757-11             | Errata                                                      | Wikisource | Mazarine |                     |
| Texte - Tome VIII     | 1765-12             | Avertissement                                               | Wikisource | Mazarine |                     |
| Texte - Tome VIII     | 1765-12             | H – Itzehoa                                                 | Wikisource | Mazarine | Commons             |
| Texte - Tome IX       | 1765-12             | Ju – Mamira                                                 | Wikisource | Mazarine | Commons             |
| Texte - Tome X        | 1765-12             | Mammelle – Myva                                             | Wikisource | Mazarine | Commons             |
| Texte - Tome XI       | 1765-12             | N – Parkinsone                                              | Wikisource | Mazarine | Commons             |
| Texte - Tome XII      | 1765-12             | Parlement – Polytric                                        | Wikisource | Mazarine | Commons             |
| Texte - Tome XIII     | 1765-12             | Pomacies – Reggio                                           | Wikisource | Mazarine | Commons             |
| Texte - Tome XIV      | 1765-12             | Reggio – Semyda                                             | Wikisource | Mazarine | Commons             |
| Texte - Tome XV       | 1765-12             | Sen – Tchupriki                                             | Wikisource | Mazarine | Commons             |
| Texte - Tome XVI      | 1765-12             | Teanum – Vénerie                                            | Wikisource | Mazarine | Commons             |
| Texte - Tome XVII     | 1765-12             | Vénérien – Zzuéné et articles omis                          | Wikisource | Mazarine | Commons             |
| Planches - Tome I     | 1762                | Agriculture - Art militaire                                 |            | Mazarine | Commons             |
| Planches - Tome II a  | 1763                | Balancier - Charpenterie                                    |            | Mazarine | Commons             |
| Planches - Tome II b  | 1763                | Charron - Draperie                                          |            | Mazarine | Commons             |
| Planches - Tome III   | 1765                | Ébénisterie - Horlogerie                                    |            | Mazarine | Commons             |
| Planches - Tome IV    | 1767                | Mathématiques - Arts mécaniques                             |            | Mazarine | Commons             |
| Planches - Tome V     | 1768                | Histoire naturelle                                          |            | Mazarine | Commons             |
| Planches - Tome VI    | 1769                | Hongroyeur - Musique                                        |            | Mazarine | Commons             |
| Planches - Tome VII   | 1771                | Miroitier - Sculpteur                                       |            | Mazarine | Commons             |
| Planches - Tome VIII  | 1771                | Savonnerie - Tapisserie                                     |            | Mazarine | Commons             |
| Planches - Tome IX    | 1772                | Teinturier - Vitrier                                        |            | Mazarine | Commons             |
| Planches - Tome X     | 1772                | Tisserand, Passementier, Marli, Gazier, Rubanier, Soierie   |            | Mazarine |                     |
| Supplément - Tome I   | 1776                | A – Blom-Krabbe                                             |            | Mazarine | Commons             |
| Supplément - Tome II  | 1776                | Boatium Civitas - Ezzab                                     |            | Mazarine | Commons             |
| Supplément - Tome III | 1777                | F - Myxine                                                  |            | Mazarine | Commons             |
| Supplément - Tome IV  | 1777                | Naalol – Zygie                                              |            | Mazarine | Commons             |
| Supplément - Planches | 1777                |                                                             |            | Mazarine |                     |
| Tables - Tome I       | 1780                | A - Hyvourahé                                               |            | Gallica  |                     |
| Tables - Tome II      | 1780                | I - Xyste                                                   |            | Gallica  |                     |

## Rééditions numériques en libre accès

### Projet ATIFL/ARTFL
La première réédition en ligne de l’Encyclopédie date de 1982. Elle est le résultat d'un programme de recherche mené en commun par le CNRS avec les chercheurs de l'ATIFL dirigé par Bernard Quémada et les professeurs et informaticiens de l'Université de Chicago du groupe ARTFL. D'abord réservée au milieu universitaire, elle est en libre accès depuis 2008. Sa version (1re édition de Paris-Sorbonne) qui comporte le renvoi à chaque page originale de l'Encyclopédie - ce qui permet une vérification essentielle -, est sans cesse corrigée par les lecteurs pour l'orthographe. Enfin elle contient des possibilités nouvelles de recherches grâce aux programmes informatiques mis en parallèle.
L'encyclopédie est accessible sur les sites de ATIFL et de l'ARTIFL.

### Projet ENCCRE
Le 19 octobre 2017, l'Académie des sciences (via son comité D'Alembert) et l'équipe ENCCRE (Édition Numérique Collaborative et CRitique de l'Encyclopédie), en lien avec la Bibliothèque Mazarine annonce l'ouverture d'une « première édition numérique, collaborative et critique de l'Encyclopédie, ou Dictionnaire raisonné des sciences des arts et des métiers sera mise en ligne par l'Académie des sciences… »,. La présentation de ce projet est faite à l'Institut de France. Cette édition numérique s'appuie sur une numérisation de très haute définition d'un des deux exemplaires originaux conservé à la Bibliothèque Mazarine, qui rassemble toutes les caractéristiques du premier tirage de la première édition de l'Encyclopédie, ce qui en fait le premier exemplaire numérisé original, homogène et complet.
Le projet ENCCRE est présenté par l'Académie comme l’œuvre pluridisciplinaire de 180 chercheurs coordonnées par une équipe CNRS, avec l'UPMC et des universités (Nanterre, Lausanne) accompagnés d'ingénieurs, étudiants et bénévoles. Cette édition collaborative est prévue pour être enrichie en permanence.
L'encyclopédie est accessible sur le site de l'Académie des sciences.

## Anagramme
Une anagramme de « Encyclopédie ou Dictionnaire raisonné des sciences, des arts et des métiers, par une société de gens de Lettres » est :
« Cycles des règnes et des connaissances de l'ère en cours, édition initiée et documentée par Diderot et ses pairs ».